# عديمة القينوة
عديمة القينوة (الاسم العلمي: Eremospatha)، جنس نباتات مُزهرة متسلقة من فصيلة نخلية، وتوجد في إفريقيا الاستوائية. هذه الرتانات نادرة في الزراعة، ولا يفهمها علماء التصنيف جيدًا. وهي وثيقة الصلة بنباتات البذور الذخيرية، وتتميز بغياب شبه كامل للأوراق لقنابة والقنيبة (تصغير قنابة). أصل التسمية مشتق من Eremos - خالٍ أو عديم ، spatha -قينوة، إشارةً إلى عدم وجود قنابات بارزة في النورة.